# Autiyara
Autiyara (persa antic dah-yāuš, elamita h.Ha-u-ti-ya-ru-iš, babiloni Kurú-ti-ia-a-ri) fou el nom d'un antic districte de la Pèrsia aquemènida dins de la satrapia d'Armènia. La seva situació no està precisada i hi ha diverses teories.
En aquesta regió el general Vaumisa, un dels generals de Darios I el Gran, va derrotar a un exèrcit armeni rebel al que uns mesos abans ja havia derrotat a Assíria.